# 1967 في الهند
فيما يلي قوائم الأحداث التي وقعت خلال عام 1967 في الهند.

## سياسة

### تعيين في المنصب
- 13 مارس – مورارجي ديساي وزير المالية الهندي [الإنجليزية]‏.
- 13 مايو – ذاكر حسين رئيس الهند.

### انتهاء فترة المنصب
- 12 مايو – ذاكر حسين نائب رئيس الهند.
- 13 مايو – سارفيبالي راذاكريشنان رئيس الهند.

## مواليد

### يناير
- 7 يناير – عرفان خان ممثل هندي.
- 27 يناير – بوبي ديول ممثل هندي.

### مايو
- 15 مايو – مادهوري ديكسيت ممثلة هندية.

### يوليو
- 27 يوليو – راهول بوز ممثل هندي.

### أغسطس
- 4 أغسطس – أرباز خان
- 15 أغسطس – غورميت رام رحيم سينغ زعيم روحي سيخي.
- 18 أغسطس – دلير مهندي مغني هندي.
- 19 أغسطس – خاندرو رينبوتشي
- 19 أغسطس – ساتيا نادالا

### نوفمبر
- 13 نوفمبر – جوهي تشاولا ممثلة هندية.

## وفيات

### فبراير
- 24 فبراير – عثمان علي خان (مواليد 1886)

### يوليو
- 8 يوليو – فيفيان لي (مواليد 1913) ممثلة بريطانية.